# Épopée de Manas
Pour les articles homonymes, voir Mana.
L’épopée de Manas est une œuvre littéraire collective monumentale, issue de la tradition orale du peuple kirghize, apparue dans le massif du Tian Shan, en Asie centrale. « Le Manas » a été inscrit en 2009 par l'UNESCO sur la liste représentative du patrimoine culturel immatériel de l’humanité pour le Kirghizstan.

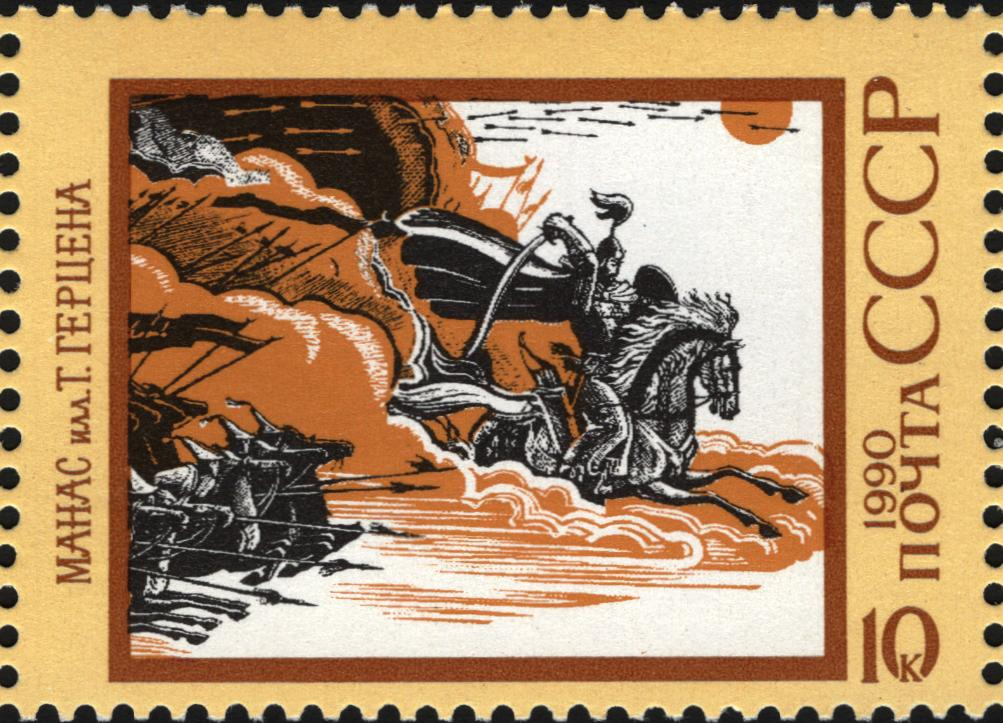
Timbre de l'URSS représentant l'épopée de Manas, 1990

## Versions
Il en existe au minimum 75 versions, complètes ou fragmentaires, dont la première a été mise par écrit en 1856, par l'explorateur kazakh Valikhanov. Les versions les plus longues comptent plus de 500 000 vers, soit deux fois la longueur du Mahābhārata. C'est le cas notamment de celle du conteur Karalaïev, qui a été mise par écrit sous sa dictée dans la première moitié du XXe siècle. Dans sa forme courante actuelle, elle est composée de trois parties racontant les aventures de trois héros principaux dont elles portent le nom :
- Manas le noble, le héros de référence, guide et unificateur des Kirghizes, fort, parfois cruel et rusé, mais le plus souvent généreux et loyal, il est tout dévoué à sa destinée historique ;
- Semetey, son fils ;
- Seitek, représentant de la troisième génération.

## Thèmes
Le thème central est la lutte d'indépendance des nomades kirghizes contre les Chinois, sous la dynastie mongole, qui les amène à marcher sur Pékin.

Né dans l'Altaï, où les Kirghizes sont exilés, Manas ramène ceux-ci dans leur Ala-Too d'origine où Manas constitue sa garde rapprochée de quarante preux (en kirghize: Qırq Jigit) avec leur chef, Kurmanbek. Il s'adjoint un guerrier Oïrat, Almanbet, avec lequel il projette une marche sur Pékin. Manas se marie à la belle Kanykey, mais pendant la trêve traditionnelle des festivités, la zizanie renaît entre les Kirghizes, et particulièrement entre Manas et son oncle Köchkö Khan, passé au service des Mongols. Manas est assassiné et son fils Semetey s'enfuit à Boukhara avec sa mère. 
Dans le second volet, Semetey reconquiert le pays kirghiz en affrontant son grand-père, puis meurt lui aussi assassiné, au milieu des trahisons. 
Né dans des conditions scabreuses, Seytek, le petit-fils, traverse les mêmes vicissitudes, mais parvient à étendre la domination de son khanat jusqu'à Tachkent.
Certaines couches de l'épopée, qui pourraient remonter à l'antiquité ancienne, ou simplement au VIIIe siècle de notre ère, évoquent les représentations mythologiques des Kirghizes. Les couches les plus récentes reflètent la résistance des Kirghizes contre les envahisseurs Kalmouks, appelés aussi Oïrats, Mongols occidentaux aux XVIe – XVIIIe siècles. 
Certains personnages ou événements renvoient de façon certaine à des figures ou faits historiques qui peuvent être magnifiés, ou, au contraire stylisés. Pour nombre d'éléments, l'origine n'est plus reconstituable. C'est notamment le cas du personnage de Manas lui-même, dont l'existence d'un prototype historique est controversée, bien que son tombeau soit officiellement ouvert à la visite dans la province de Talas au Kirghizstan.

## Forme poétique
L'épopée suit une forme poétique au rythme régulier riche de rimes et d'allitérations. Sa récitation psalmodiée est également ritualisée : le conteur, assis en tailleur, accompagne sa déclamation de gestes qui tantôt miment les actions et tantôt marquent simplement le rythme, soutenant l'effort de mémorisation. Lorsqu'il se prolonge plusieurs heures, ce conte s'apparente à une transe.
Le court métrage Manastchi (conteur de Manas), de Bolotbek Chamchiev, qui rend hommage au conteur Karalaïev, donne un bon aperçu de ce phénomène littéraire.
L'épopée est également très importante dans la littérature de Tchinguiz Aïtmatov, le grand écrivain kirguize. On en retrouve l'évocation dans le film Tengri, le bleu du ciel, de Marie Jaoul de Poncheville.
Du fait de son volume, l'épopée suppose plusieurs journées pour être racontée en entier. C'est pourquoi s'est constitué un corps spécifique de conteurs, les manastchi, chargé de la réciter lors des grands événements familiaux comme les fêtes de puberté, les mariages, les naissances, ou sociaux comme les foires ou les assemblées de chefs politiques connues sous le nom de Kouroultaï. L'entrée dans la fonction de Manastchi était réputée faire l'objet d'une vocation survenue en songe. Elle était traditionnellement précédée d'une longue initiation auprès d'un maître, au cours de laquelle le futur conteur devait retenir la trame, les enchaînements et les caractéristiques de chaque personnage de l'épopée. Il apprenait également par cœur le plus possible de morceaux complets de la composition de son maître.
L'épopée de Manas a été traduite en plusieurs langues, notamment en russe et en anglais et fait partie intégrante de la musique kirghize.